# Claricia

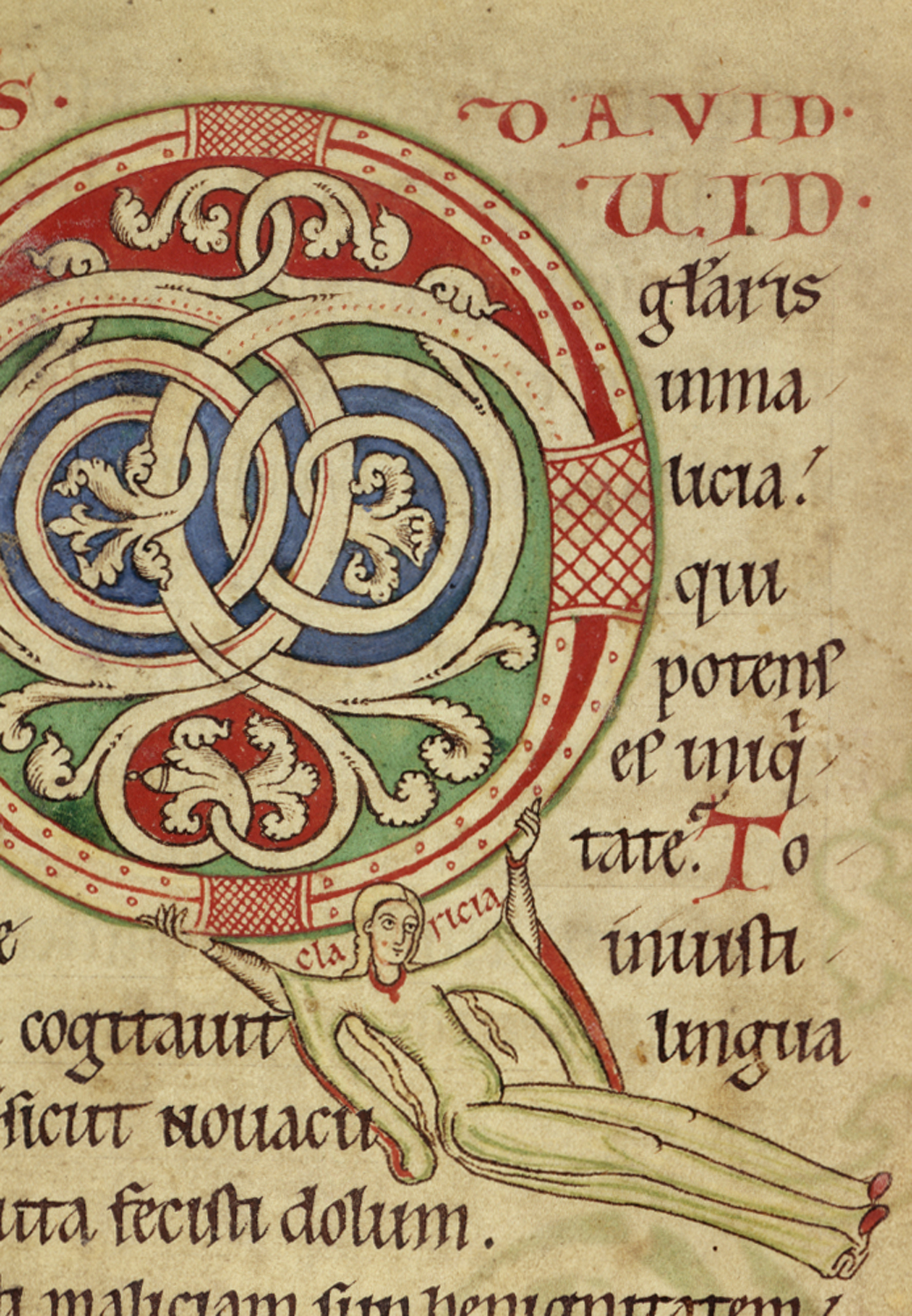
Claricia psalter, f64r.

Claricia was een 13e-eeuwse illuminatrice. Ze schilderde een zelfportret in een Zuid-Duits psalter van ca. 1200, dat zich nu in The Walters Art Museum in Baltimore bevindt. In dat zelfportret stelt ze zichzelf voor al zwierend aan de staart van de hoofdletter "Q" voor. Bovendien staat haar naam bij haar hoofd geschreven.

## Het psalter
Het psalter werd waarschijnlijk gemaakt door een groep benedictinessen van het klooster van de heilige Ulrich en de heilige Afra in Augsburg. Het werd gemaakt omstreeks het einde van tde waalfde of het begin van de dertiende eeuw. Naast de kalenderminiaturen en de introductiecyclus met vijf volbladminiaturen in kleur bevat het handschrift zes versierde initialen voor de indeling van de psalmen. De “Q” initiaal op folium 64 verso, is de initiaal die zou geschilderd zijn door Claricia, waarbij ze zichzelf zou afgebeeld hebben als de staart van de letter. Op de tegenoverliggende bladzijde, aan het einde van psalm 50, vindt men een afbeelding van de heilige Maagd met het Kind op haar schoot.

## De initiaal
Er hebben verscheidene verluchters aan dit handschrift gewerkt, wat ertoe leidde dat Dorothy Miner concludeerde op basis van Claricia's kledij - onbedekt hoofd, gevlochten haar en een nauwsluitende jurk met lange in een punt toelopende mouwen - dat ze waarschijnlijk een lekenstudente in het klooster geweest moet zijn.

## Verluchter of niet?
Sinds Miner en de grote tentoonstelling “Women Artists, 1550-1650” werd Claricia beschouwd als een voorganger van alle vrouwelijke kunstenaars en dit werd niet meer gecontesteerd, tot onlangs Pierre Alain Mariaux dit verhaal in vraag stelde en de tekening van Clarissia in de context van de andere afbeeldingen en de tekst ging bestuderen. Volgens hem is zij inderdaad geen non, de kleding, de stijl en het onbedekte haar wijzen eerder in de richting van “une femme de mauvaise vie” (een vrouw van slechte zeden), een zekere Claricia (de briljante), die de verluchter in gedachten had. De Q staat bij het begin van psalm 51, Quid gloriaris in malicia, waarin David zijn schuld bekent en vergeving vraagt aan God voor zijn fout met Batseba en waarin de ijdelheid aan de kaak gesteld wordt.
Wie was Clarissia? Er zijn geen attributen die toelaten haar met zekerheid als scribent of illuminatrice aan te wijzen, men moet dus naar de context kijken om op deze vraag een antwoord te vinden. Pierre Alain Mariaux verwijst onder meer naar het feit dat Claricia haar rug keert naar Maria en haar kind als een hint voor een negatieve interpretatie van het beeld van Claricia. Mariaux vergelijkt de “Q” uit het psalter met een andere gelijkaardige voorstelling van de letter in een homiliarium uit Springiersbach van omstreeks 1170, waar de pictor et scriptor Engilbertus zichzelf afbeeldt, ook als de staart van de letter, maar op de grond liggend in aanbidding voor de verrezen Christus, wat heel anders is dan Claricia die geportretteerd wordt als een soort kariatide die wegkijkt van Christus en zijn moeder. Hij besluit zijn betoog met de stelling dat Claricia geen verluchter was.

## Weblinks
- Walters Ms. W.26, Claricia Psalter; uitgebreide beschrijving en afbeeldingen van de verluchte pagina’s.
- Carlicia Psalter doorbladeren